# 所罗门·斯奈德
所罗门·哈尔伯特·斯奈德（英語：Solomon Halbert Snyder，1938年12月26日—），是美国神經科學家，对神经药理学和神经化学做出了广泛的贡献。生于华盛顿。毕业于乔治城大学，其大部分研究在約翰·霍普金斯大學醫學院进行。分子神經科學许多进步源于斯奈德对神經傳遞物質和药物受体的鉴定，以及对精神药物作用的阐明。 因為鴉片樣肽受體的研究，他于 1978 年获得拉斯克基礎醫學研究獎。斯奈德是生物和生物医学領域被引用次数最多的研究人员之一，其在 1983 至 2002 年、2007-2019 年间在这些领域拥有最高的H指数。

## 生平

### 个人生活
1938 年 12 月 26 日索罗门·斯奈德出生于华盛顿特区，他是五个孩子之一。 斯奈德和他于 2015 年去世的妻子伊莱恩（Elaine）有两个女儿和三个孙子女。他住在马里兰州巴爾的摩。

### 教育和早期职涯
斯奈德于 1955 年至 1958 年就读于乔治城大学，并于 1962 年乔治城大学医学院医学博士学位。在凱撒豐塔納醫學中心擔任住院医师后，他于 1963 年至 1965 年在美国国家卫生研究院担任研究助理，师从朱利叶斯·阿克塞尔罗德。斯奈德从 1965 年到 1968 年搬到約翰·霍普金斯大學醫學院完成他的精神科住院医师實習。他于 1966 年被任命为该学院的药理学助理教授。 1968 年，他晋升为药理学和精神病学副教授，1970 年晋升为两个系的正教授。
他的实验室以使用受体结合研究来鑑定神經傳遞物質和精神药物的作用而闻名。
他还以识别大脑中主要神經傳遞物質的受体工作而闻名，并在此过程中解释精神药物的作用，例如抗精神病药物对多巴胺受体的阻断作用。他描述了新的神經傳遞物質，例如氣體一氧化氮和一氧化碳，以及氨基酸的右旋异构物，包括D-丝氨酸。
1971年与艾伦·霍恩提出以多巴胺假说来解释精神分裂症的原因。

### 后期职业
斯奈德是约翰霍普金斯大学医学院神经科学、药理学和精神病学的杰出教授。 他於1980年创办神经科学系，並於1980年至2006年任第一任系主任。 2006 年，为了纪念他，该系更名为索羅門·H.·斯奈德神经科学系（The Solomon H. Snyder Department of Neuroscience）。斯奈德还是马里兰州巴尔的摩利柏大脑发展研究所的药物发现主任。 
斯奈德於1980年任神经科学学会主席。他还是美国国家科学院院刊副主编。斯奈德帮助创办新星製藥（Nova Pharmaceuticals）和吉爾福德製藥（Guilford Pharmaceuticals）公司，并且一直是一位活跃的慈善家。
斯奈德被科學資訊研究所列为 10 位最常被引用的生物学家之一，他的H指数也是所有在世生物学家中最高的。

## 奖项
- 拉斯克基礎醫學研究獎（1978 年）：1973年他共同发现了鴉片類受体，后来发现大脑中正常存在的鴉片類藥物。
- 沃尔夫奖（来自以色列总统）（1983）[2]
- 美国成就學院金盘奖（1986）[5]
- 富兰克林研究所鲍尔奖（1992）[6]
- 拉尔夫·杰拉德奖（2000）
- 国家科学奖章（2003）
- 阿尔巴尼医学中心医学和生物医学研究奖（2007 年）
- NAS神经科学奖（2013）
- 九個榮譽博士學位，並當選為美国国家科学院、美国文理科学院和美國哲學會等榮譽學會會士。

## 延伸閱讀
- Snyder, Solomon. . 2008.
- Kanigel, Robert. . 1986.

## 外部連結
- 约翰霍普金斯大学页面 （页面存档备份，存于）
- 利伯大脑發展研究所 （页面存档备份，存于）
- 来自美国国立卫生研究院基金会的索罗门斯奈德的传记
- 美国国家科学院所罗门·斯奈德的传记 （页面存档备份，存于）
- 钱换大脑 （页面存档备份，存于）
- . www.sfn.org.   [2015-04-29]. （原始内容存档于2021-06-24）.